# Fort de Sucy
Le fort de Sucy est un ouvrage fortifié construit entre 1879 et 1881 à Sucy-en-Brie dans le département du Val-de-Marne.

## Histoire

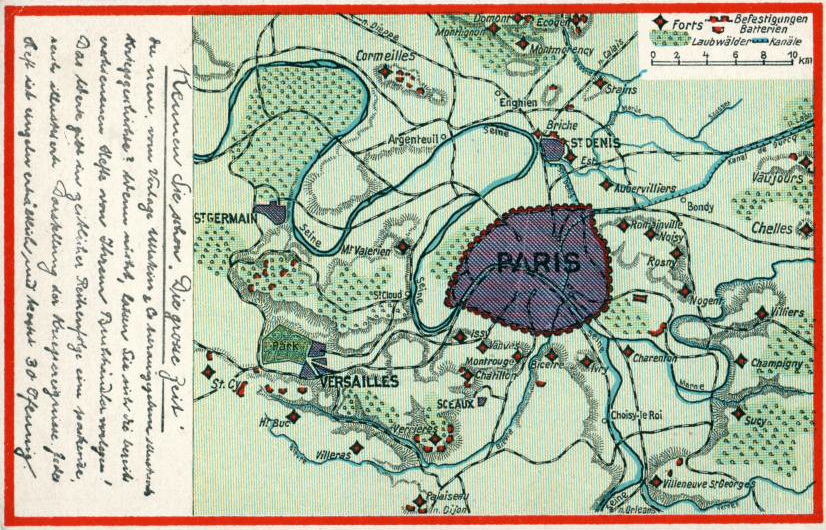
Carte postale allemande antérieure à la guerre de 1914-18, montrant l'ensemble du système défensif du camp retranché de Paris

En 1870, la France est en partie occupée par les armées prussiennes. À la suite de cette défaite, on met en place le système Séré de Rivières qui permet notamment la construction de fortifications pour défendre Paris. Au total, ce sont 18 forts, 5 redoutes et 34 batteries qui ont été construits entre 1874 et 1881.
C'est dans ce cadre que le fort de Sucy a été construit entre 1879 et 1881.
Le fort de Sucy est la propriété de la commune de Sucy et sa gestion est assurée par l'association locale À la découverte du Fort de Sucy.

## Sources
- « Le fort de Sucy »(Archive.org • Wikiwix • Archive.is • Google • Que faire ?)
- « Site de l'association du Fort de Sucy »